# Magyar labdarúgó-bajnokság (harmadosztály)
Az NB III a magyar labdarúgó-bajnokság harmadosztálya (1997 őszétől 2005 tavaszáig a negyedosztálya volt, a harmadosztályt az NB II jelentette).
2020 őszétől a bajnokságot átszervezték. A három területi alapú (kelet, közép, nyugat), 16-16 csapatból álló csoportot felemelték 20-20 csapatra. A csoportok győztesei feljutnak az NB II-be, míg bajnokság három csoportjának a legrosszabb 15. helyezettje és 16-20. helyezett csapata kiesik a megyei bajnokságokba.
2023 őszétől ismét átszervezik a bajnokságot. Kiesés: a 2022–2023. évi NB III osztályú férfi felnőtt nagypályás labdarúgó bajnokság három csoportjának 18–20. helyezett csapata valamint a három csoport legrosszabb 17. helyezettje kiesik a 2023–2024. évi megyei–budapesti I. osztályú férfi felnőtt nagypályás labdarúgó bajnokságokba. Feljutás: a 2022–2023. évi NB III osztályú férfi felnőtt nagypályás labdarúgó bajnokság 3 csoportjának 1. helyezett csapatai pedig osztályozót játszanak a 2023–2024. évi NB II osztályú férfi felnőtt nagypályás labdarúgó bajnokság részvételi jogáért a 2022–2023. évi NB II osztályú férfi felnőtt nagypályás labdarúgó bajnokság 16–18. helyezett csapatával.

## Története
Azon bajnokcsapatok színét, akik később legalább egy szezont töltöttek az NB I-ben, zöld színnel jelöltük.

### A harmadosztály rendszere
- 1978–1981: a megyei bajnokságok jelentették a harmadosztályt
- 1981–1987: 6×18 csapatos területi bajnokság
- 1987–1988: 6×18 csapatos NB III
- 1988–1997: 6×16 csapatos NB III
- 1997–2000: 2×16 csapatos NB II
- 2000–2001: átmeneti szezon, 12×8 csapatos kvalifikációs bajnokság után 3×12 csapatos NB II
- 2001–2002: 3×13 csapatos NB II
- 2002–2003: 3×12 csapatos NB II
- 2003–2005: 2×18 csapatos NB II
- 2005–2013: 6 csoportos NB III, csoportonként 14–15 csapat
- 2013–2015: 3×16 csapatos (kelet, közép, nyugat) NB III
- 2015–2017 : 3×17 csapatos (kelet, közép, nyugat) NB III
- 2017–2020 : 3×16 csapatos (kelet, közép, nyugat) NB III
- 2020-2023: 3×20 csapatos (kelet, közép, nyugat) NB III
- 2023-tól: 4×16 csapatos (északkelet, délkelet, északnyugat, délnyugat) NB III

| Év      | Alföld csoport            | Bakony csoport        | Dráva csoport          | Duna csoport       | Mátra csoport       | Tisza csoport         |
| ------- | ------------------------- | --------------------- | ---------------------- | ------------------ | ------------------- | --------------------- |
| 1981–82 | NIKE Fűzfői AK            | Siófoki Bányász       | Érdi VSE               | Bajai LSE          | Nagybátonyi Bányász | Balmazújvárosi TSz SE |
| 1982–83 | Bakony Vegyész TC         | Kaposvári Rákóczi FC  | Dunaújvárosi Kohász SE | Mezőtúri Honvéd SE | Miskolci Honvéd SE  | Szolnoki MÁV FC       |
| 1983–84 | Tapolcai Bauxitbányász SE | Kaposvári Rákóczi FC  | Dunaújvárosi Kohász SE | DÉLÉP SC           | Váci Izzó MTE       | Jászberényi FC        |
| 1984–85 | MOTIM TE                  | Komlói Bányász        | Oroszlányi Bányász     | DÉLÉP SC           | Ganz-MÁVAG SE       | Mezőtúri Honvéd SE    |
| 1985–86 | MÁV DAC                   | Kaposvári Rákóczi FC  | Budafoki MTE           | Szarvasi Vasas     | Ózdi Kohász SE      | Debreceni Egyetemi AC |
| 1986–87 | Ajkai Hungalu SK          | Mohácsi TE            | III. Kerületi TVE      | Kecskeméti SC      | Kazincbarcikai SC   | Debreceni Kinizsi SE  |
| 1987–88 | Soproni SE                | Mohácsi TE            | Oroszlányi Bányász SE  | Szarvasi FC        | FC Hatvan           | Jászberényi FC        |
| 1988–89 | Szegedi Dózsa             | Ajka Hungalu          | Paksi FC               | Budafoki MTE       | Salgótarjáni BTC    | Mezőtúri Honvéd SE    |
| 1989–90 | Kecskeméti TE             | Ajka Hungalu          | Paksi FC               | BKV Előre SC       | FC Hatvan           | Kabai Egyetértés SE   |
| 1990–91 | Miskei TSZ SK             | Sabaria FC            | Paksi FC               | ESMTK              | Bagi FC             | Hajdúnánás FC         |
| 1991–92 | Kiskőrösi Petőfi LC       | FC Ajka               | Kaposvári Rákóczi FC   | Pénzügyőr SE       | Gödöllői SK         | Tiszavasvári SE       |
| 1992–93 | Tiszakécske FC            | Keszthelyi Haladás SE | Beremendi Építők SK    | Százhalombattai LK | REAC                | Balmazújvárosi FC     |
| 1993–94 | Hódmezővásárhelyi FC      | Soproni Távközlési SE | PVSK                   | FC Tatabánya       | Salgótarjáni BTC    | Miskolci VSC          |
| 1994–95 | Kecskeméti TE             | Balatonfüredi FC      | Rákóczi-Kaposcukor FC  | Érdi VSE           | Eger SE             | FC Sényő              |
| 1995–96 | Kiskundorozsmai SK        | Körmend FC            | DD Gáz                 | Gázszer FC         | Szolnoki MÁV FC     | Tiszafüred VSE        |
| 1996–97 | Kiskőrös FC               | Büki TK               | Komlói Bányász         | Dorogi FC          | Dunakeszi VSE       | Tiszaújváros FC       |

| Év      | Keleti csoport    | Nyugati csoport    |
| ------- | ----------------- | ------------------ |
| 1997–98 | Demecseri Kinizsi | Komárom VSE        |
| 1998–99 | Dunakeszi MÁV     | Százhalombattai LK |
| 1999–00 | Kiskőrös FC       | Hévíz SK           |

## 2000-es kvalifikációs bajnokság végeredménye
| Év      | Alföld "A" csoport | Alföld "B" csoport | Bakony "A" csoport | Bakony "B" csoport | Dráva "A" csoport | Dráva "B" csoport | Duna "A" csoport | Duna "B" csoport | Mátra "A" csoport | Mátra "B" csoport   | Tisza "A" csoport | Tisza "B" csoport   |
| ------- | ------------------ | ------------------ | ------------------ | ------------------ | ----------------- | ----------------- | ---------------- | ---------------- | ----------------- | ------------------- | ----------------- | ------------------- |
| 2000-01 | Gyula Termál FC    | Makó FC            | Ajka SE            | Büki TK            | Balatonlelle SE   | PVSK              | FC Dabas         | ESMTK            | Borsod Volán      | Balassagyarmati VSE | Kisvárda FC       | Baktalórántháza VSE |

| Év      | Keleti csoport | Középső csoport     | Nyugati csoport |
| ------- | -------------- | ------------------- | --------------- |
| 2000–01 | Eger SE        | ESMTK               | Büki TK         |
| 2001–02 | Demecser FC    | Balassagyarmati VSE | Bodajk FC       |
| 2002–03 | Kertvárosi FC  | FC Dabas            | Bodajk FC       |

| Év      | Keleti (Winner) csoport | Nyugati (Hummel) csoport |
| ------- | ----------------------- | ------------------------ |
| 2003–04 | Makó FC                 | Mosonmagyaróvári TE      |
| 2004–05 | Baktalórántháza VSE     | Felcsút                  |

| Év      | Alföld csoport         | Bakony csoport       | Dráva csoport           | Duna csoport          | Mátra csoport      | Tisza csoport       |
| ------- | ---------------------- | -------------------- | ----------------------- | --------------------- | ------------------ | ------------------- |
| 2005–06 | Békéscsaba 1912 Előre  | Elekthermax Vasas SE | Szentlőrinc SE          | Budaörsi SC           | Jászberényi FC     | Tuzsér SE           |
| 2006–07 | Ceglédi VSE            | FC Ajka              | Kozármisleny SE         | Tököl VSK             | ESMTK              | Balkány SE          |
| 2007–08 | Békéscsaba 1912 Előre  | ZTE II               | Szentlőrinc SE          | Százhalombattai LK    | MTK II             | DVSC II             |
| 2008–09 | Budapest Honvéd FC "B" | Hévíz SK             | Szentlőrinc SE          | Szigetszentmiklósi TK | Mezőkövesdi SE     | Hajdúböszörményi TE |
| 2009–10 | Orosháza FC            | VLS Veszprém         | Bajai LSE               | Újpest FC II          | Ferencvárosi TC II | Kemecse SE          |
| 2010–11 | Tököl VSK              | Soproni Vasutas SE   | Paksi FC II             | Dunaújváros PASE      | Egri FC            | Nagyecsedi RSE      |
| 2011–12 | Dunaharaszti MTK       | Csákvári TK          | Kaposvári Rákóczi FC II | Érdi VSE              | Putnok VSE         | Várda SE            |
| 2012–13 | Soroksár SC            | Dorogi FC            | Dunaújváros PASE        | Budaörsi SC           | Felsőtárkány SC    | Várda SE            |

| Év      | Nyugati csoport                   | Közép csoport                  | Keleti csoport             |
| ------- | --------------------------------- | ------------------------------ | -------------------------- |
| 2013–14 | Csákvári TK                       | Soroksár SC                    | Szeged 2011                |
| 2014–15 | Budaörsi SC                       | Vác FC                         | Várda SE                   |
| 2015–16 | Mosonmagyaróvári TE               | Kozármisleny SE                | Nyíregyháza Spartacus FC   |
| 2016–17 | ETO FC Győr                       | Budafoki MTE                   | Kazincbarcikai SC          |
| 2017–18 | Kaposvári Rákóczi FC              | Tiszakécske FC                 | Monor SE                   |
| 2018–19 | FC Ajka                           | Szeged-Csanád Grosics Akadémia | Szolnoki MÁV FC            |
| 2019–20 | Pécsi MFC                         | Érdi VSE                       | Debreceni EAC              |
| 2020–21 | III. Kerületi TVE                 | Iváncsa KSE                    | Tiszakécske FC             |
| 2021–22 | Credobus Mosonmagyaróvári TE 1904 | HR-Rent Kozármisleny           | Kolorcity Kazincbarcika SC |
| 2022–23 | VLS Veszprém                      | Iváncsa KSE                    | BVSC-Zugló                 |

| Év      | Északkeleti csoport | Délkeleti csoport     | Északnyugati csoport         | Délnyugati csoport |
| ------- | ------------------- | --------------------- | ---------------------------- | ------------------ |
| 2023–24 | Putnok VSE          | Békéscsaba 1912 Előre | OPUS TIGÁZ Tatabánya         | Szentlőrinc SE     |
| 2024–25 | Karcagi SE          | Tiszakécskei LC       | Credobus Mosonmagyaróvári TE | FC Nagykanizsa     |
| 2025–26 |                     |                       |                              |                    |

## Csapatok a 2022–2023-as szezonban

### Keleti csoport
| Klub                        | Település              |
| --------------------------- | ---------------------- |
| Békéscsaba 1912 Előre II    | Békéscsaba             |
| BKV Előre SC                | Budapest (Józsefváros) |
| BVSC-Zugló                  | Budapest (Zugló)       |
| Debreceni EAC               | Debrecen               |
| Debreceni VSC II            | Debrecen               |
| Diósgyőri VTK II            | Miskolc                |
| Eger SE                     | Eger                   |
| Füzesgyarmati SK            | Füzesgyarmat           |
| Aqua-General Hajdúszoboszló | Hajdúszoboszló         |
| FC Hatvan                   | Hatvan                 |
| Jászberényi FC              | Jászberény             |
| Karcagi SE                  | Karcag                 |
| Kisvárda Master Good II     | Kisvárda               |
| Körösladányi MSK            | Körösladány            |
| Pénzügyőr SE                | Budapest (II. kerület) |
| Putnok FC                   | Putnok                 |
| Sényő-Carnifex FC           | Sényő                  |
| Facultas-Tiszafüredi VSE    | Tiszafüred             |
| Termálfürdő FC Tiszaújváros | Tiszaújváros           |
| Vasas FC II                 | Budapest (Angyalföld)  |

### Közép csoport
| Klub                               | Település               |
| ---------------------------------- | ----------------------- |
| Balassagyarmati VSE (visszalépett) | Balassagyarmat          |
| Bánk-Dalnoki-Vác VLSE              | Vác                     |
| Ceglédi VSE                        | Cegléd                  |
| Dunaújváros PASE                   | Dunaújváros             |
| ESMTK Budapest                     | Budapest (Pesterzsébet) |
| FC Dabas                           | Dabas                   |
| Ferencvárosi TC II                 | Budapest (Ferencváros)  |
| Hódmezővásárhelyi FC               | Hódmezővásárhely        |
| Budapest Honvéd FC II              | Budapest (Kispest)      |
| Iváncsa KSE                        | Iváncsa                 |
| Kecskeméti TE II                   | Kecskemét               |
| Majosi SE                          | Majos                   |
| Makó FC (visszalépett)             | Makó                    |
| Monor SE                           | Monor                   |
| MTK Budapest II                    | Budapest                |
| Paksi FC II                        | Paks                    |
| PTE-PEAC C-Doki                    | Pécs                    |
| Szekszárdi UFC                     | Szekszárd               |
| Szolnoki MÁV FC                    | Szolnok                 |
| Újpest II                          | Budapest                |

### Nyugati csoport
| Klub                                 | Település             |
| ------------------------------------ | --------------------- |
| Balatonfüredi FC                     | Balatonfüred          |
| Bicskei TC                           | Bicske                |
| Budaörsi SC                          | Budaörs               |
| Csornai SE                           | Csorna                |
| Érdi VSE                             | Érd                   |
| Gyirmót FC Győr II                   | Gyirmót               |
| Győri ETO FC II                      | Győr                  |
| III. Kerületi TVE                    | Budapest (Óbuda)      |
| Kaposvári Rákóczi FC                 | Kaposvár              |
| Kelen SC                             | Budapest (Kelenvölgy) |
| Komárom VSE                          | Komárom               |
| MOL Fehérvár FC II                   | Székesfehérvár        |
| Móri SE                              | Mór                   |
| FC Nagykanizsa                       | Nagykanizsa           |
| Puskás Akadémia FC II                | Felcsút               |
| FC Tatabánya                         | Tatabánya             |
| Let's do it Technoroll - Teskánd KSE | Teskánd               |
| VLS Veszprém                         | Veszprém              |
| Zalaegerszegi TE FC II               | Zalaegerszeg          |
| Zsámbéki SK                          | Zsámbék               |